# Отон Ивековић
Отон Ивековић (17. април 1869, Клањец — 4. јул 1939, Загреб или Велики Табор код Клањца) је био један од најистакнутијих хрватских сликара у време Аустроугарске, унутар Краљевине Хрватске и Славоније, и касније у време Краљевине Југославије.

## Биографија
Отон Ивековић почео је да учи сликарство код Кикереца у Загребу, а касније и код Хафнера и Клаузена. За додатну обуку је отишао у Беч и дипломирао је на Академији лепих уметности. Потом иде у Минхен и Карлсруе где се специјализује за историјско сликарство.
Путовао је по Хрватској, Босни, Македонији, Италији, Немачкој, Америци. Од својих бројних путовања Ивековић израдио је аквареле и скице. Доле су на пример радови о старим хрватским градовима, велебитском планинском ланцу, такође мотиви настали на његовим путовањима.
Након својих путовања радио је у атељеу Бјађа Фађонија, а за време Првог светског рата сликао је на бојиштима. Касније је предавао као професор на Академији ликовних и визуелних уметности у Загребу.
Радио је и као илустратор књига. За загребачко позориште израђивао је нацрте историјских костима, те писао о костимографији. Бавио се и публицистиком, пишући успомене и путописе у којима се очитује његов полемички дух. Пред крај живота повукао се у дворац Велики Табор.
Отон Ивековић умро је 4. јула 1939. у дворцу Велики Табор, који се налази у Хрватском Загорју. Сахрањен је у Клањцу.

## Дело и рад
Ивековић је представник академског реализма, а његово сликарство академско и пуно родољубивог романтичког заноса. Углавном се бавио и концентрисао на историјске теме и мотиве, пре свега на хрватску историју и народну ношњу, у којима проналази своје главне теме надахнућа. Такође је заинтересован за поједине верске теме и мотиве. Тако су настала дела као што су „Долазак Хрвата на море“, „Погубљење Матије Гупца“ и „Крунисање краља Томислава“. Ово његово дело сматра се врхунцем ондашње уметности у Хрватској.
Уз историјске радове, који су и најпопуларнији, најквалитетнији су му радови непосредне и свеже скице честих путовања по Лици, Далмацији и Босни. Најчешће је сликао историјске мотиве, портрете и пејзаже.
Многе од његових слика су и даље остале кључни симболи хрватског идентитета и историје.

## Галерија (одабране слике)
- Долазак Хрвата на Јадран
- Крунисање краља Томислава
- Никола Шубић Зрински
- Раковичка погибија (Смрт Еугена Кватерника)
- Погубљење Матије Гупца на тргу испред Цркве св. Марка у Загребу